# Ivanka Ferjančič
Ivanka Ferjančič, slovenska učiteljica čipkarstva, * 21. december 1850, Idrija, † 21. maj 1879, Idrija.
Ivanka Ferjančič je bila prva učiteljica klekljanja v Čipkarski šoli v Idriji in najbolj zaslužna za ustanovitev le-te.

## Življenje in delo
Sprva se je izobraževala v idrijski ljudski šoli, njena velika ljubezen pa so bile čipke. Že v ljudski šoli je kazala izredno nadarjenost in veselje do klekljanja, zato je šla v Monsberg na Tirolsko, v zasebno čipkarsko šolo. Ko se je vrnila v Idrijo, je začela s sestro Antonijo izdelovati nove vzorce, ki so odprli idrijskim čipkam pot na svetovni trg. Oblasti so po njenih nasvetih ustanovile čipkarsko šolo v Idriji, ki deluje neprekinjeno od ustanovitve do danes. Ivanka Ferjančič je bila prva učiteljica klekljanja, vendar je že po treh letih delovanja šole zaradi bolezni umrla, stara komaj 29 let. 